# Grub Street
Indtil slutningen af det 19. århundrede var Grub Street en gade tæt på Londons fattige distrikt Moorfields som løb fra Fore Street øst for St Giles-without-Cripplegate og mod nord til Chiswell Street. Den er berømt for dens koncentration omkring fattige 'hack writers' aspirinte poesier, og underklasse udgivere og bogsælgere. Grub Street eksiterede på randen af Londons journalistik- og litteraturscene. Den var gennemhullet med smalle indgange til gyder og gårde over hele dens længde, og det var derfor dengang, man begyndte at bruge skilte. Dens bohemistiske samfund var sat ind blandt det fattige underklassenabolags ikke færdigbyggede huse, bordeller og kaffehuse.
51°31′13″N 0°05′27″V / 51.5203°N 0.0908°V